# Dove Island (Western Australia)
Dove Island ist eine unbewohnte Insel im nördlichen Teil des King Sounds, einem australischen Küstengewässer des Indischen Ozeans. Sie gehört zur Region Kimberley im australischen Bundesstaat Western Australia.
Die Insel ist 270 Meter lang und hat eine Breite von 100 Meter. Die Gesamtfläche der Insel beträgt 2,3 Hektar. Sie ist ca. 5,5 Kilometer vom australischen Festland entfernt.
Die Insel ist die zweit-östlichste Insel einer fünf Kilometer langen Inselkette. Der Name der westlichen Nachbarinsel lautet Whipp Island, die östliche Nachbarinsel heißt Heney Island.